# Тимофеев, Александр Георгиевич
Александр Георгиевич Тимофеев (1867 — после 1923) — русский правовед, приват-доцент Санкт-Петербургского университета.

## Биография
Окончил Санкт-Петербургскую 5-ю гимназию (1886) и юридический факультет Санкт-Петербургского университета.
С 1894 года состоял приват-доцентом Санкт-Петербургского университета по кафедре уголовного права и преподавателем Петербургского коммерческого училища.
Наиболее крупные статьи Тимофеева в периодических печатных изданиях Российской империи: «Патронат» («Тюремный вестник», 1893, 6), «Попечение о преступной и бесприютной молодежи» (ib., 1894, 7), «Условное осуждение» («Северный вестник», 1894), «Молодые преступники и организация принудительного воспитания» («Журнал юридического общества», 1895, 5).
А. Г. Тимофеев является одним из авторов «Энциклопедического словаря Брокгауза и Ефрона», где, в частности помещены его следующие статьи по юриспруденции: «Следствие», «Судебная реформа в России», «Судебное красноречие».
На службе в Министерстве иностранных дел с 1915 года: нештатный консульский агент в Карадаге (1915—1917).

## Сочинения
- «История телесных наказаний в русском праве» (СПб., 1897),
- «Речи сторон в уголовном процессе. Практическое руководство» (СПб., 1897),
- «Очерки по истории красноречия (Демосфен, Цицерон. Средние века и эпоха до XVII стол. Красноречие во Франции в XVII и XVIII в.» (СПб., 1899),
- «Судебное красноречие в России: Критические очерки» (СПб., 1900),
- «История С.-Петербургского коммерческого училища». Т. 1-2. (СПб., 1901-1902),
- История С.-Петербургской биржи. История биржевого законодательства, устройства и деятельности учреждений С.-Петербургской биржи (СПб., 1903).
- «Ответ моим критикам» (СПб., 1905).
- «Исторический очерк Ярославской биржевой артели в Санкт-Петербурге 1714-1914 гг.» (СПб., 1914)